# 克氏美洲原銀漢魚
克氏美洲原銀漢魚，為輻鰭魚綱銀漢魚目擬銀漢魚科的其中一種，分布於美國德州淡水流域，為亞熱帶魚類，棲息在表層水域，生活習性不明。